# Hans Heiling (opera)
Hans Heiling je název opery Heinricha Marschnera z roku 1833. Autorem libreta je Eduard Devrient.

## Hlavní postavy
- královna zemských duchů (soprán)
- Hans Heiling, její syn (baryton)
- Anna, Heilingova nevěsta (soprán)
- Gertruda, Annina matka (alt)
- Konrád, mladý myslivec (tenor)
- Štefan, vesnický kovář (bas)

## Nahrávky
- 1990 – Slovenská filharmonie a Slovenský filharmonický sbor, řídí Ewald Körner. Osoby a obsazení: královna zemských duchů /soprán/ (Magdaléna Hajóssyová), Hans Heiling, její syn /baryton/ (Thomas Mohr), Anna, Heilingova nevěsta /soprán/ (Eva Šeniglová), Gertruda, Annina matka /alt/ (Marianne Eklöf), Konrád, mladý myslivec /tenor/ (Karl Markus), Štefan, vesnický kovář /bas/ (Ladislav Nezhyba).